# 青木崇高
青木 崇高（あおき むねたか、1980年3月14日 - ）は、日本の俳優。大阪府八尾市出身。スターダストプロモーション所属。
NHK連続テレビ小説『ちりとてちん』で注目を集め、『龍馬伝』をはじめNHK大河ドラマに多数出演。アカデミー賞受賞映画『ゴジラ-1.0』や韓国映画『犯罪都市 NO WAY OUT』に出演。第8回おおさかシネマフェスティバル2013では助演男優賞を受賞した。バラエティ番組『ララLIFE』（TBSテレビ）ではメインMCを務める。

## 来歴
グラフィックデザインの専門学校を卒業後、アルバイト生活中に、モデルをしていた友人の勧めで事務所の面接を受けた。当初はモデル枠での応募だったが、他の志望者の顔を見てその場で俳優志望に変更したという。
2002年に映画『マッスルヒート』でデビュー。2006年、NHK土曜ドラマ『繋がれた明日』で初主演。この間、丸山智己、尚玄、相葉健次らとともに劇団REBOUND GLAMOURを結成し舞台公演も行っていたが2007年に解散。
2007年、NHK連続テレビ小説『ちりとてちん』に出演、ヒロインの兄弟子で結婚相手となる落語家・徒然亭草々役を演じ、幅広く名前を知られることになった。
2010年、『龍馬伝』で大河ドラマに初出演し土佐藩士後藤象二郎を演じた。ドラマの後半、藩の重役としての貫禄を付けるため徐々に体重を増やし、最終的には約15kg太ったという。その後、約1ヶ月で急激な減量をして映画『一命』の撮影に臨んだ。
2011年1月から同年6月の間、ニューヨークに語学留学した。この間東日本大震災が発生した際、大きな布に現地の数百人の寄せ書きを集め、福山雅治のチャリティーラジオ番組に送った。
2011年頃より日本舞踊を三代目尾上菊之丞に師事。
2012年4月、河内家菊水丸、天童よしみ、三池崇史らとともに、八尾市長から市のPR活動を行う「八尾の魅力大使」に任命された。
私生活では、NHK木曜時代劇『ちかえもん』での共演を機に交際していたタレント・女優の優香と、半年の交際期間を経て優香の36歳の誕生日にあたる2016年6月27日に結婚、1か月後の7月27日に東京・明治神宮にて挙式した。2020年4月27日、第1子が誕生したことを妻・優香との連名で報告。
2023年に韓国で公開された人気シリーズ『犯罪都市』の第3作目『犯罪都市 NO WAY OUT』に出演。青木にとって、初の韓国映画出演となる。

## 人物・エピソード
- 身長185cm[1]。血液型AB型。妻は俳優・タレントの優香。趣味は絵画と旅[1]。
- 子供時代は親が共働きだった為、祖母に面倒を見てもらっていて2023年6月17日放送「人生最高レストラン」でも「おばあちゃんが作ったサッポロ一番しょうゆラーメン」を挙げる程のおばあちゃん子だった。また、番組内ではある日、茄子がヒタヒタになっていたのを見て当時飼っていた愛犬の御飯かと思い、祖母に問うと「それ、ばあちゃんの御飯」と言われた事(祖母の食べる御飯を犬の御飯だと思ってしまった事)に申し訳なかったが、生前に謝れなかった後悔があり番組で謝罪し、やっと謝れたと涙している。またデビュー前はバックパッカーをしており、南極大陸以外は訪れていると話し、五大陸へ行っていた事も明かされた。
- よしもとクリエイティブエージェンシー所属の芸人、span!の水本健一とは中学校の同級生。水本と共に上京した過去がある。

- 『ちりとてちん』の草々役はオーディションで、「大きい」「強面」「純粋」に合致する俳優がおらず難航していたが、青木の登場で「やっと草々に会えた」と満場一致で決定した[12]。同作品が南米の日系人社会でも視聴されていることや日系移民の苦難の歴史を友人から聞き、移民100周年にあたる2008年に、とにかく行かねばと単身自費で南米に渡り、約1か月間各地を旅して、ペルー、パラグアイ、ブラジルの数か所で落語「道具屋」を披露し、現地の日系人と交流した。[13]また、『ちりとてちん』をはじめ、藤本有紀が脚本を手掛けた数作のドラマに出演しており、青木自身「藤本有紀さんの脚本というのは本当に特別なものです」としている。藤本が脚本を務めたNHK連続テレビ小説『カムカムエヴリバディ』第86話にサプライズ出演し、青木は番組の公式Twitterに出演の喜びを綴ったメッセージを寄稿している[14]。
- 共演者と打ち解けるのに注力したとして次のようなエピソードがある。映画『おっぱいバレー』では教師を演じたが、撮影合宿先の北九州で男子バレー部員役の中学生らに名物のラーメンを食べさせ、早くから互いに打ち解けたり、撮影の合間に彼らとバレーボールでよく遊び、衣装を汗だくにして叱られた[15]。また、『真珠湾からの帰還』では、同じ海軍の俳優たちとの距離を縮めようと、酒を飲み坊主頭を叩き合って結束を深めた[16] 。父親役を演じることも多く、子役とは撮影の合間も一緒に過ごし、よく遊び、子役の撮影を楽しそうに見学するという[17]。一方、『龍馬伝』では殺陣の稽古の際、役作りのために、対立する土佐勤王党役の俳優たちと距離を置き、実際に険悪な雰囲気で喧嘩になりかけたことがある。その後、酒の席で音尾琢真ら勤王党メンバーに「実はあの時わざとそうしていたんです、すいませんでした」と謝ったというエピソードがある[18]。
- 勉強熱心な役者としても知られ、『龍馬伝』では自分の撮影日の2倍は現場に見学に行って収録を見ていたという。[19]また、『るろうに剣心』の相楽左之助役では、アクション監督の谷垣健治からドニー・イェンのDVDを渡され特訓した[20]。
- 『龍馬伝』のとき、演じる土佐藩士後藤象二郎との接点を持ちたいと、彼がルイ・ヴィトンの顧客名簿に載った最初の日本人であることにちなみ、ルイ・ヴィトンの財布に自分で俵屋宗達の「白象図」を模写し、愛用していた。[21]
- 2011年5月、カンヌ国際映画祭に出演作の『一命』が出品された際、留学先のニューヨークから駆けつけて、三池崇史監督や瑛太ら日本からの一行に合流した。招待者でないため旅費は自腹で、途中で野宿もしたという。[22]
- 2013年1月、『エル・ムンド自転車探検部 タンザニアの旅』で、キリマンジャロを一周し標高3,400mの道路最高到達点に到る全長462kmを、自転車で完走した。
- 2013年11月、『るろうに剣心』で共演した蒼井優が舞台『グッドバイ』で強烈な河内弁をまくし立てる女性を演じるにあたり、ボイスレコーダーに台詞を吹き込んで方言指導したという。[23]
- 『るろうに剣心 京都大火編 / 伝説の最期編』では、撮影中に拳が当たって歯が折れた。フィリピンで行われたアジアプレミアで、ケガはしなかったか?という現地記者の質問に、「I lost the teeth by hitting.(原文ママ)」と答え、続けて「But I don’t mind because I am Sanosuke, right?」と役になりきって会場に呼びかけ観客を湧かせた。[24]
- 『西郷どん』において、直情的かつ繊細な島津久光を演じきった。自らの進むべき道に迷った鈴木亮平演じる西郷隆盛に対して放った名ゼリフ「こん、やっせんぼ」は青木のアドリブである[25]。

## 出演

### テレビドラマ
- H2〜君といた日々（2005年1月 - 3月、TBS） - 広田勝利 役
- 海猿 第1話（2005年7月、フジテレビ）
- 繋がれた明日（2006年3月、NHK総合） - 主演・中道隆太 役
- 水曜ミステリー9「顔のない女」（2007年1月14日、テレビ東京）
- 連続テレビ小説（NHK総合） 
  - ちりとてちん（2007年10月 - 2008年3月） - 徒然亭草々 役
  - ちりとてちん外伝「まいご3兄弟」（2008年7月25日他） - 徒然亭草々 役
  - カムカムエヴリバディ（2022年3月3日） - 武藤蘭丸 役
- 本日も晴れ。異状なし（2009年1月 - 3月、TBS） - 照屋光生 役
- ブザー・ビート〜崖っぷちのヒーロー〜（2009年7月 - 9月、フジテレビ） - 守口修斗 役
- 子育てプレイ&MORE（2009年7月 - 9月、毎日放送） - 澁谷先生 役
- 上野樹里と5つの鞄 第5話「ある朝、ひなたは突然に」（2009年10月1日、WOWOW）
- 大河ドラマ（NHK総合）
  - 龍馬伝（2010年） - 後藤象二郎 役
  - 平清盛（2012年） - 鬼若→弁慶 役
  - 西郷どん（2018年） - 島津久光 役
  - 鎌倉殿の13人（2022年） - 木曽義仲 役
- SAMURAI CODE（2010年、テレビ東京） - 本谷伸二 役
- 輪廻の雨（2010年1月4日、フジテレビ） - 青木浩之 役
- 君たちに明日はない 第4話（2010年2月6日、NHK総合） - 池田昌男 役
- BUNGO -日本文学シネマ-『黄金風景』（2010年2月15日、TBS） - 警察官・馬車屋 役
- 日本人の知らない日本語（2010年7月 - 9月、読売テレビ） - 渋谷太陽 役
- 真珠湾からの帰還 〜軍神と捕虜第一号〜（2011年12月10日、NHK総合） - 主演・酒巻和男 役
- はつ恋[26]（2012年5月22日 - 7月10日、NHK総合） - 村上潤 役
- 勇者ヨシヒコと悪霊の鍵 第3話（2012年10月26日、テレビ東京） - ザジ 役（友情出演）
- ダブルス〜二人の刑事 第1話（2013年4月18日、テレビ朝日） - 工藤雅樹 / 中川和之 役
- 夫婦善哉（2013年8月24日 - 9月14日、NHK総合） - 小河童 役
- 特集ドラマ「生きたい たすけたい」（2014年3月11日、NHK総合） - 三浦真行 役
- 宮本武蔵（2014年3月15日・16日、テレビ朝日） - 吉岡伝七郎 役
- BORDER 警視庁捜査一課殺人犯捜査第4係（テレビ朝日） - 立花雄馬 役
  - BORDER 警視庁捜査一課殺人犯捜査第4係（2014年4月10日 - 6月5日）
  - BORDER 贖罪（2017年10月29日）
- ママとパパが生きる理由。（2014年11月20日 - 12月18日、TBS） - 吉岡賢一 役[27]
- 玉音放送を作った男たち（2015年8月1日、NHK BSP） - 川本信正 役
- 連続ドラマW「殺人分析班 シリーズ」（WOWOW） - 鷹野秀昭 役
  - 石の繭 殺人分析班（2015年8月16日 - 9月13日）[28]
  - 水晶の鼓動 殺人分析班（2016年11月13日 - 12月11日）[29]
  - 蝶の力学 殺人分析班（2019年11月17日 - 12月22日）[30]
  - 邪神の天秤 公安分析班（2022年2月13日 - 4月17日）[31]
  - 1972 渚の螢火（2025年10月19日〈予定〉 - ） - 与那覇役 役[32]
- 木曜時代劇「ちかえもん」（2016年1月14日 - 3月3日、NHK総合） - 主演・万吉 役[33]
- 99.9-刑事専門弁護士-（TBS） - 丸川貴久 役
  - SEASON I（2016年4月17日 - 6月19日）[34]
  - SEASON II 第2話（2018年1月21日）
- トットてれび 第4話（2016年5月21日、NHK総合） - 篠山紀信 役[35]
- ドクターX〜外科医・大門未知子〜スペシャル （2016年7月3日、テレビ朝日） - 赤木源 役[36]
- 地味にスゴイ! 校閲ガール・河野悦子（2016年10月 - 12月、日本テレビ） - 貝塚八郎 役
  - 地味にスゴイ!DX　校閲ガール・河野悦子（2017年9月20日）
- 小野田さんと、雪男を探した男 〜鈴木紀夫の冒険と死〜 （2018年3月25日、NHK BSP） - 主演・鈴木紀夫 役
- サギデカ（2019年8月31日 - 9月28日、NHK総合） - 廻谷誠 役
- Living 第4話（2020年6月6日、NHK総合） - 東山 役[37][38][39]
- BG〜身辺警護人〜第2章 第1話（2020年6月18日、テレビ朝日） - 松野信介 役
- 逃げるは恥だが役に立つ ガンバレ人類! 新春スペシャル!!（2021年1月2日、TBS） - 灰原慎之介 役[40]
- シグナル 長期未解決事件捜査班 スペシャル（2021年3月31日、関西テレビ） - 石川匠 役
- ふたりのウルトラマン（2022年5月2日、NHK BSP） - 円谷一 役
- 連続ドラマW フェンス（2023年3月19日 - 4月16日、WOWOW） - 伊佐兼史 役[41]
- 日本テレビ開局70年スペシャルドラマ 「テレビ報道記者〜ニュースをつないだ女たち〜」（2024年3月5日、日本テレビ） - 須貝辰哉 役[42]
- 藤子・F・不二雄 SF短編ドラマ シーズン2「アン子 大いに怒る」（2024年4月21日、NHK BS）[43]
- 3000万（2024年10月5日 - 11月23日、NHK総合・BSP4K） - 佐々木義光 役[44][45]
- NHKスペシャル『創られた"真実" ディープフェイクの時代』（2025年3月18日、NHK総合） - 主演・晃 役

### 配信ドラマ
- いずみと僕と彼と俺（2009年10月5日 - 第1話配信、Lismo!チャンネル auオリジナルドラマ） - 宇野 役
- 5年後のラブレター（2010年5月 - 7月、BeeTV） - 大木 役
- 十角館の殺人（2024年3月22日 - 、Hulu） - 島田潔 役[46]
  - 時計館の殺人（2026年2月〈予定〉 - 、Hulu）[47]
- 龍が如く〜Beyond the Game〜（2024年10月25日 - 、Amazon Prime Video） - 真島吾朗 役[48]

### 映画
- マッスルヒート（2002年）
- バトル・ロワイアルII 鎮魂歌（2003年7月） - 名波順 役
- 海猿 ウミザル（2004年6月） - 渡辺マサヤ 役
- フライ,ダディ,フライ（2005年7月） - 萱野 役
- 逆境ナイン（2005年7月） - 新屋敷章 役
- 初恋（2006年6月） - テツ 役
- LIMIT OF LOVE 海猿（2006年5月） - 渡辺マサヤ 役
- ただ、君を愛してる（2006年10月） - 白浜亮 役
- 椿山課長の七日間（2006年10月） - 卓人 役
- 夏美のなつ いちばんきれいな夕日（2006年10月 「いちばんきれいな水」のスピンオフ作品） - 小林聖太郎 役
- 虹の女神 Rainbow Song（2006年11月）
- 歌謡曲だよ、人生は「僕は泣いちっち」（2007年5月） - 主演・真一 役
- 銀色のシーズン（2008年1月） - 神沼次郎 役
- ニセ札（2009年） - 佐田哲也 役
- おっぱいバレー（2009年） - 堀内健次 役
- RISE UP（2009年） - 柳沢誠一郎 役
- 時をかける少女（2010年） - 長谷川政道 役
- THE LAST MESSAGE 海猿（2010年9月） - 渡辺マサヤ 役
- 婚前特急（2011年4月） - 出口道雄 役
- マイ・バック・ページ（2011年5月） - キリスト 役
- 一命（2011年10月） - 沢潟彦九郎 役
- るろうに剣心シリーズ（2012年8月、ワーナー・ブラザース映画） - 相楽左之助 役
  - るろうに剣心（2012年8月）
  - るろうに剣心 京都大火編 / 伝説の最期編（2014年8月1日/同年9月13日）
  - るろうに剣心 最終章 The Final（2021年4月23日）[49]
- 黄金を抱いて翔べ（2012年11月） - キング 役
- 桜姫（2013年6月） - 釣鐘の権助 役
- 渇き。（2014年6月） - 咲山 役
- 蜩ノ記（2014年10月） - 水上信吾 役
- Present For You（2015年2月） - サトル 役
- 王妃の館（2015年4月） - 近藤誠 役
- ストレイヤーズ・クロニクル（2015年6月）
- S -最後の警官- 奪還 RECOVERY OF OUR FUTURE（2015年8月） - 倉田勝一郎 役[50]
- FOUJITA（2015年11月） - パリの日本人画学生 役
- 日本で一番悪い奴ら（2016年6月） - 栗林健司 役[51]
- アニバーサリー 「生日快樂十分幸福」（2016年10月） - 主演（小橋めぐみとW主演）
- 雨にゆれる女（2016年11月） - 主演・久保川則夫 役[52]
- 沈黙 -サイレンス-（2016年12月23日） - 牢番1 役
- 雪女（2017年3月） - 巳之吉 役
- モリのいる場所（2018年5月） - 岩谷 役
- 日台合作映画「おもてなし」（2018年3月）
- 友罪（2018年5月） - バーテン 小杉 役
- かぞくいろ RAILWAYS わたしたちの出発（2018年11月） - 奥薗修平 役
- 来る（2018年12月） - 津田大吾 役[53]
- サムライマラソン（2019年2月） - 植木義邦 役[54]
- 朝が来る（2020年10月23日）
- 日本独立（2020年12月18日、シネメディア） - 小林秀雄 役[55]
- おらおらでひとりいぐも（2020年11月6日、アスミック・エース） - 寂しさ2 役
- HOKUSAI（2021年5月28日） - 高井鴻山 役[56]
- 99.9-刑事専門弁護士-THE MOVIE（2021年12月30日、松竹） - 丸川貴久 役[57]
- ショートフィルム「Wife's Power Outage 妻の電池切れ」（2023年） - ユウスケ 役
- ゴジラ-1.0（2023年11月3日、東宝） - 橘宗作 役[58]
- 犯罪都市 NO WAY OUT（2023年韓国映画、2024年2月23日 日本公開、ツイン） - リキ 役[59]
- ミッシング（2024年5月17日、ワーナー・ブラザース映画） - 豊 役 [60][61]
- 蛇の道（2024年6月14日、KADOKAWA） - 新島宗一郎 役[62]

### 劇場アニメ
- 化け猫あんずちゃん（2024年7月19日、TOHO NEXT） - 哲也 役[63]
- 果てしなきスカーレット（2025年11月21日公開予定、ソニー・ピクチャーズ エンタテインメント） - ローゼンクランツ 役[64]

### ゲーム
- 龍が如く8外伝 Pirates in Hawaii（2025年2月28日、PlayStation 5 PlayStation 4 Xbox Series X/S Xbox One Steam） - 志垣輝彦 役[65]

### 舞台
- ぼくに炎の戦車を（2012年11月 - 、赤坂アクトシアター 他） - 木下高史 役
- 幕末太陽傳（2015年9月、本多劇場） - 主演・居残り佐平次 役[66]
- 劇団☆新感線 髑髏城の七人 season花（2017年3月 - 6月、IHIステージアラウンド東京） - 兵庫 役

### テレビ番組
- にっぽん清流ワンダフル紀行（2006年7月、NHK総合）
- 瀬戸内海 清盛500キロクルーズ（2012年9月29日、NHK BSP） - MC
- エル・ムンド自転車探検部 タンザニアの旅（2013年2月25日 - 27日 / 完全版3月28日、NHK BS1）
- 日曜美術館 アートの旅スペシャル　みつけよう、美（2015年4月12日、NHK Eテレ）
- にっぽんの芸能 私と和 日本舞踊（2016年4月15日、NHK Eテレ）
- セブンルール（2017年4月18日 - 2023年3月28日、関西テレビ）
- 異世界ホテル旅（2018年1月20日、NHK BSP）
- NHKスペシャル「運慶と快慶 新発見！幻の傑作」（2019年5月26日、NHK総合）
- SWITCHインタビュー 達人達「青木崇高×田島征三」（2021年12月25日、NHK Eテレ）[67]
- ララLIFE（ 2023年4月7日 - 、TBS） - MC
- 人生最高レストラン（2023年6月17日、TBS）
- アナザースカイ（2024年3月9日、日本テレビ） - ゲスト（訪問地：ブラジル・リオデジャネイロ／サンパウロ）[68]

### 朗読・ナレーション
- クローズアップ現代「村上春樹 "物語"の力」（2009年7月14日、NHK総合） - 「1Q84」の朗読を担当
- BBC製作ドキュメンタリーDVD「グレート・バリア・リーフ」、「グレート・リフト」、「マダガスカル」日本語版ナレーター（2013年5月 - 6月発売）
- 100分de名著「坂口安吾著  堕落論」（2016年7月、全4回、NHK Eテレ） - 朗読を担当
- ウイスキペディア「ウイスキペディアSP ジャパニーズウイスキー2022」（2022年3月6日、BSフジ） - ナレーションを担当

### PV
- PERIDOTS「労働」
- ケツメイシ「男女6人夏物語」
- ウラニーノ「ダンボールに囲まれて」
- Gackt「ありったけの愛で」

### ラジオ
- 岩井俊二プロデュース・円都通信　SEEDS OF MOVIES「浅知恵ドライブ」（2006年8月5日 - 、TOKYO FM・JFN系） - 樫原竜也 役　※ラジオドラマ
- ネスカフェ 香味焙煎 presents Lifetime with Coffee～コーヒー片手に、大人のたしなみ～（2020年12月6日 - 2021年7月4日、TOKYO FM・FM大阪）[69]　※朗読
- FMシアター 「さよならダイヤル」（2023年10月14日、NHK-FM）[70]　※ラジオドラマ

### CM
- トヨタ自動車
  - SAMURAI CODE トヨタ・マークXのCMの世界観をwebドラマ化したもの（2010年1月）
  - 「ヴォクシー」（2020年9月〜） - 妻の優香と共演。
- ダイハツ工業「タント」
  - 『ママにタント』篇（2013年10月）
  - 『メルヘンハウス』篇（2014年1月）
  - 『抱っこ』篇（2014年5月）
  - 『カフェごっこ』篇（2014年7月）
  - 『おまじない』篇（2015年1月）
  - 『うさぎ』篇（2015年4月）
  - 『自転車』篇（2015年5月） - 菅野美穂、石倉三郎と共演
- 宝酒造「松竹梅白壁蔵 澪」WEB限定ムービー『澪と過ごす七夕』篇（2015年6月） - 杏と共演
- 日本政府観光局「恋恋九州 (lian lian jiu zhou）」（2015年8月）
- sunsun 名刺アプリEight（2017年12月 - ） - 成田凌と共演
- UCC上島珈琲 UCC BLACK COLD BREW PET500ml（2018年3月 - ）
- 三井住友カード
  - 『みんな同じだった』篇（2021年2月） - 心配性の人 三輪 役[71]
  - stera terminal(ステラ)『その時の気持ち』お客さん編（2021年10月 - ）

## 作品

### DVD
- FLY! メイキング オブ「フライ,ダディ,フライ」（2005年6月21日）
- フライ,ダディ,フライ（2005年12月9日） - 特別限定版（初回限定生産） / 通常版